# Astroma
Astroma is een geslacht van rechtvleugeligen uit de familie Proscopiidae. De wetenschappelijke naam van dit geslacht is voor het eerst geldig gepubliceerd in 1841 door Charpentier.

## Soorten
Het geslacht Astroma omvat de volgende soorten:
- Astroma carbonelli Liana, 1980
- Astroma chloropterum Charpentier, 1841
- Astroma compactum Brunner von Wattenwyl, 1890
- Astroma eltatiensis Tapia, 1977
- Astroma fastigiatum Mello-Leitão, 1939
- Astroma foliatum Brunner von Wattenwyl, 1890
- Astroma granulosum Brunner von Wattenwyl, 1890
- Astroma plicatum Liana, 1980
- Astroma quadrilobatum Mello-Leitão, 1939
- Astroma riojanum Mello-Leitão, 1939
- Astroma saltense Mello-Leitão, 1939
- Astroma striatum Blanchard, 1851
- Astroma stuardoi Mello-Leitão, 1939
- Astroma uretai Mello-Leitão, 1939